# Noah Harms
Noah Lucho Harms (Hoogvliet, Países Bajos, 5 de mayo de 1997) es un jugador de fútbol neerlandés que juega como defensa en el VV Nieuwenhoorn de la Eerste Klasse de los Países Bajos. Nacido en Países Bajos, internacionalmente representa a la selección de fútbol de Aruba.

## Selección nacional
Hizo su debut internacional con Aruba contra Santa Lucía el 22 de marzo de 2019 en una derrota por 3-2 en las rondas de clasificación de la Liga de Naciones de CONCACAF, asegurando su lugar en la Liga B.
El 18 de noviembre de 2019, Harms anotó su primer gol con Aruba Antigua y Barbuda en la derrota por 2-3 en la Liga de Naciones de CONCACAF. También anotó un gol en contra.

### Goles internacionales
| N.º | Fecha                   | Sede                                      | Adversario        | Gol  | Resultado | Competencia                         |
| --- | ----------------------- | ----------------------------------------- | ----------------- | ---- | --------- | ----------------------------------- |
| 1.  | 18 de noviembre de 2019 | Estadio Ergilio Hato, Willemstad, Curazao | Antigua y Barbuda | 2 –1 | 2–3       | 2019-20 CONCACAF Liga de Naciones B |